# Sebastián Boselli
Juan Sebastián Boselli Graf (Montevideo, 4 de diciembre de 2003) es un futbolista uruguayo que juega como defensor central en el Club Atlético River Plate de la Primera División de Argentina.
Fue parte de la selección sub-20 de Uruguay campeona del mundo en 2023, también ha sido convocado a la selección absoluta de Uruguay.

## Biografía
Nació el 4 de diciembre de 2003 en Montevideo, como hijo del jugador profesional de pádel Pablo Boselli y la nadadora olímpica Erika Graf. De ascendencia italiana y alemana, tiene dos hermanos, los futbolistas Juan Martín y Juan Manuel.

## Trayectoria

### Defensor Sporting
Boselli realizó las divisiones juveniles en Defensor Sporting Club. Fue promocionado al primer equipo en el año 2021, por el entrenador Eduardo Acevedo, iba a ser considerado para jugar en la Segunda División, llegó a estar en el banco de suplentes en 6 ocasiones pero posteriormente con la llegada de Leonel Rocco como técnico, no tuvo oportunidades. Al final de la temporada Defensor Sporting regresó a la máxima categoría del fútbol uruguayo, tras vencer en play-off a Cerro y Racing.
Debutó como profesional el 7 de septiembre de 2022, el entrenador Marcelo Méndez lo colocó como titular para enfrentar a Racing en la tercera ronda de la Copa AUF Uruguay, jugó los 90 minutos y ganaron 0-1. Fue la competición en que tuvo más rodaje, de los 6 partidos que disputó Defensor Sporting, estuvo presente en 4 y se coronaron con el título al derrotar a La Luz en la final.
En el campeonato uruguayo, jugó su primer partido en la fecha 14 del Torneo Clausura el 15 de octubre, fue titular contra Deportivo Maldonado y empataron 0-0.
Tras regresar del Sudamericano Sub-20 realizado en Colombia, fue parte de la zaga titular para enfrentar a La Luz, conjunto al que derrotaron 1-0 en los descuentos.
Se consolidó en el primer equipo y fue titular en todos los partidos posibles, Defensor Sporting realizó una buena campaña y llegaron a la final del Torneo Intermedio 2023 pero fueron derrotados 0-1 por Liverpool.

### Fútbol argentino
El 23 de agosto de 2023 se anunció un acuerdo para ser fichado por el Club Atlético River Plate. Fue presentado oficialmente el 29 de agosto, firmó contrato hasta finales de diciembre de 2026, acordó con Defensor Sporting pagar 3.5 millones de dólares por el 70 por ciento de la ficha.
Debutó en su nuevo equipo el 9 de septiembre, en un partido amistoso internacional frente a Universidad Católica, estuvo los primeros 45 minutos en cancha y ganaron 1-0.
Su primer partido oficial lo jugó el 9 de diciembre, fue el lateral derecho titular contra Rosario Central pero perdieron por penales en lo que fue la semifinal de la Copa de la Liga Profesional 2023. El 22 de diciembre volvió a ser considerado por el entrenador Martín Demichelis, quien lo usó como titular para volver a enfrentar a Rosario Central, esta vez por el Trofeo de Campeones de la Liga Profesional 2023, estuvo los 90 minutos en cancha y ganaron 2-0, lo que significó el título número 71 del conjunto Millonario.
Su primer gol lo marcó frente a Deportivo Táchira de Venezuela por la primera fecha de la fase de grupos de la Copa Libertadores 2024. El partido terminaría 2 a 0 (el otro gol lo convirtió su compatriota Nicolás Fonseca).
A finales de agosto de 2024 fue cedido por River Plate a Estudiantes de La Plata, hasta diciembre de 2025, sin opción de compra y con cláusula de repesca en enero y julio.
El 21 de diciembre de 2024 obtuvo el Trofeo de Campeones de la Liga Profesional 2024 jugando de titular y anotando el primer gol de su equipo en la victoria por 3-0 ante Vélez Sarsfield, en el Estadio Único Madre de Ciudades de Santiago del Estero.
Por pedido expreso de Marcelo Gallardo, hicieron uso de la repesca y finalizaron el préstamo con Estudiantes antes de tiempo, el 7 de julio de 2025 regresó a River Plate.

## Selección nacional

### Juveniles
Sebastián ha sido internacional con la selección de Uruguay en las categorías juveniles sub-20 y sub-23.
El 3 de enero de 2023 se dio a conocer la lista definitiva del plantel que disputaría el Campeonato Sudamericano Sub-20 y Boselli fue confirmado por el entrenador Marcelo Broli.
Debutó en el Sudamericano Sub-20 el 22 de enero, fue titular contra Chile, combinado al que derrotaron 0-3.
Tras 7 partidos ganados, 1 empatado y 1 perdido, Uruguay logró el subcampeonato y se clasificaron a la Copa Mundial Sub-20 y a los Juegos Panamericanos. Sebastián estuvo presente en los 9 encuentros, fue parte de la zaga titular junto a Facundo González. La Confederación Sudamericana de Fútbol lo reconoció como uno de los futbolistas más destacados del torneo, ya que fue el jugador con más entradas (28), despejes (40) e intercepciones (12), además fue líder en despejes junto a su par colombiano Kevin Mantilla.
En la Copa Mundial mantuvo su nivel, tuvo una gran actuación, fue uno de los jugadores que estuvieron en cancha la totalidad de minutos del torneo y tras vencer a Italia en la final, Uruguay se coronó campeón del Mundo sub-20 por primera vez en la historia.
El 25 de diciembre se anunció que su club, River Plate, lo cedió para entrenar de cara al Torneo Preolímpico Sudamericano Sub-23 de 2024, bajo el mando del entrenador Marcelo Bielsa. Fue confirmado en el plantel definitivo el 5 de enero, le fue asignado el dorsal número 2.
Debutó con la sub-23 el 13 de enero de 2024 en un amistoso contra Paraguay, ingresó en los primeros minutos del segundo tiempo y ganaron 4-1.
En el Preolímpico no fue titular en los 2 primeros partidos, que perdieron contra Paraguay y Chile. En el tercer encuentro fue parte de la zaga desde el vamos y derrotaron a Perú 3-0, para el último encuentro volvió a ser suplente y empataron 3-3 con Argentina. Uruguay quedó eliminado en fase de grupos.

### Absoluta
El 2 de junio de 2023 fue convocado por primera vez a la selección mayor de Uruguay por el entrenador Marcelo Bielsa. Estuvo en el banco de suplentes por primera vez del 20 de junio en un partido amistoso contra Cuba en el Estadio Centenario, no tuvo minutos pero ganaron 2-0.

### Detalles de partidos
| Con Uruguay sub-20 | Con Uruguay sub-20 | Con Uruguay sub-20 | Con Uruguay sub-20      | Con Uruguay sub-20            | Con Uruguay sub-20                           | Con Uruguay sub-20 | Con Uruguay sub-20 | Con Uruguay sub-20 | Con Uruguay sub-20 |
| N.º                | Rival              | Resultado          | Fecha                   | Lugar                         | Competencia                                  | Goles              | Asistencias        | Ref.               |                    |
| ------------------ | ------------------ | ------------------ | ----------------------- | ----------------------------- | -------------------------------------------- | ------------------ | ------------------ | ------------------ | ------------------ |
| 1                  | Villarreal         | 0:0                | 28 de julio de 2022     | La Alcudia · España           | Amistoso Fase de grupos COTIF 2022           | -                  | -                  | 1                  |                    |
| 2                  | Alboraya           | 1:4 (1:3)          | 31 de julio de 2022     | La Alcudia · España           | Amistoso Fase de grupos COTIF 2022           | -                  | -                  | 2                  |                    |
| 3                  | Levante            | 2:0 (2:0)          | 3 de agosto de 2022     | La Alcudia · España           | Amistoso Fase de grupos COTIF 2022           | -                  | -                  | 3                  |                    |
| 4                  | Valencia           | 1:0 (1:0)          | 5 de agosto de 2022     | La Alcudia · España           | Amistoso Semifinal COTIF 2022                | -                  | -                  | 4                  |                    |
| 5                  | Argentina          | 0:4 (0:1)          | 8 de agosto de 2022     | La Alcudia · España           | Amistoso Final COTIF 2022                    | -                  | -                  | 5                  |                    |
| 6                  | Perú               | 0:1 (0:1)          | 8 de diciembre de 2022  | Lima · Perú                   | Amistoso                                     | -                  | -                  | 6                  |                    |
| 7                  | Chile              | 2:2 (1:2)          | 14 de diciembre de 2022 | Florida · Uruguay             | Amistoso                                     | -                  | -                  | 7                  |                    |
| 8                  | Chile              | 0:3 (0:3)          | 22 de enero de 2023     | Palmira · Colombia            | Campeonato Sudamericano 2023 Fase de grupos  | -                  | -                  | 8                  |                    |
| 9                  | Venezuela          | 3:0 (2:0)          | 24 de enero de 2023     | Palmira · Colombia            | Campeonato Sudamericano 2023 Fase de grupos  | -                  | -                  | 9                  |                    |
| 10                 | Bolivia            | 4:1 (0:1)          | 26 de enero de 2023     | Palmira · Colombia            | Campeonato Sudamericano 2023 Fase de grupos  | -                  | -                  | 10                 |                    |
| 11                 | Ecuador            | 1:1 (1:1)          | 28 de enero de 2023     | Palmira · Colombia            | Campeonato Sudamericano 2023 Fase de grupos  | -                  | -                  | 11                 |                    |
| 12                 | Colombia           | 1:0 (0:0)          | 31 de enero de 2023     | Bogotá · Colombia             | Campeonato Sudamericano 2023 Hexagonal final | -                  | -                  | 12                 |                    |
| 13                 | Ecuador            | 2:1 (1:0)          | 3 de febrero de 2023    | Bogotá · Colombia             | Campeonato Sudamericano 2023 Hexagonal final | -                  | -                  | 13                 |                    |
| 14                 | Venezuela          | 1:4 (1:3)          | 6 de febrero de 2023    | Bogotá · Colombia             | Campeonato Sudamericano 2023 Hexagonal final | -                  | -                  | 14                 |                    |
| 15                 | Paraguay           | 1:0 (0:0)          | 9 de febrero de 2023    | Bogotá · Colombia             | Campeonato Sudamericano 2023 Hexagonal final | -                  | -                  | 15                 |                    |
| 16                 | Brasil             | 2:0 (0:0)          | 12 de febrero de 2023   | Bogotá · Colombia             | Campeonato Sudamericano 2023 Hexagonal final | -                  | -                  | 16                 |                    |
| 17                 | Honduras           | 1:0 (1:0)          | 10 de mayo de 2023      | Montevideo · Uruguay          | Amistoso                                     | -                  | -                  | 17                 |                    |
| 18                 | Uzbekistán         | 2:0 (0:0)          | 13 de mayo de 2023      | Montevideo · Uruguay          | Amistoso                                     | -                  | -                  | 18                 |                    |
| 19                 | Iraq               | 2:0 (0:0)          | 22 de mayo de 2023      | La Plata Argentina            | Copa Mundial 2023 Fase de grupos             | -                  | -                  | 19                 |                    |
| 20                 | Inglaterra         | 2:3 (0:2)          | 25 de mayo de 2023      | La Plata Argentina            | Copa Mundial 2023 Fase de grupos             | -                  | -                  | 20                 |                    |
| 21                 | Túnez              | 0:1 (0:0)          | 28 de mayo de 2023      | Mendoza Argentina             | Copa Mundial 2023 Fase de grupos             | -                  | -                  | 21                 |                    |
| 22                 | Gambia             | 0:1 (0:0)          | 1 de junio de 2023      | Santiago del Estero Argentina | Copa Mundial 2023 Octavos de final           | -                  | -                  | 22                 |                    |
| 23                 | Estados Unidos     | 0:2 (0:1)          | 4 de junio de 2023      | Santiago del Estero Argentina | Copa Mundial 2023 Cuartos de final           | -                  | -                  | 23                 |                    |
| 24                 | Israel             | 1:0 (0:0)          | 8 de junio de 2023      | La Plata Argentina            | Copa Mundial 2023 Semifinal                  | -                  | -                  | 24                 |                    |
| 25                 | Italia             | 1:0 (0:0)          | 11 de junio de 2023     | La Plata Argentina            | Copa Mundial 2023 Final                      | -                  | -                  | 25                 |                    |

## Estadísticas

### Clubes
Actualizado al último partido disputado el 1 de junio de 2025.
| Club                                 | Div.          | Temporada     | Liga  | Liga  | Liga   | Copas nacionales | Copas nacionales | Copas nacionales | Copas internacionales | Copas internacionales | Copas internacionales | Total | Total | Total  |
| Club                                 | Div.          | Temporada     | Part. | Goles | Asist. | Part.            | Goles            | Asist.           | Part.                 | Goles                 | Asist.                | Part. | Goles | Asist. |
| ------------------------------------ | ------------- | ------------- | ----- | ----- | ------ | ---------------- | ---------------- | ---------------- | --------------------- | --------------------- | --------------------- | ----- | ----- | ------ |
| Defensor Sporting C. · Uruguay       | 2.ª           | 2021          | 0     | 0     | 0      | 0                | 0                | 0                | —                     | —                     | —                     | 0     | 0     | 0      |
| Defensor Sporting C. · Uruguay       | 1.ª           | 2022          | 1     | 0     | 0      | 4                | 0                | 1                | —                     | —                     | —                     | 5     | 0     | 1      |
| Defensor Sporting C. · Uruguay       | 1.ª           | 2023          | 15    | 0     | 0      | —                | —                | —                | 1                     | 0                     | 0                     | 16    | 0     | 0      |
| Defensor Sporting C. · Uruguay       | Total club    | Total club    | 16    | 0     | 0      | 4                | 0                | 1                | 1                     | 0                     | 0                     | 21    | 0     | 1      |
| C. A. River Plate Argentina          | 1.ª           | 2023          | —     | —     | —      | 2                | 0                | 0                | —                     | —                     | —                     | 2     | 0     | 0      |
| C. A. River Plate Argentina          | 1.ª           | 2024          | 3     | 0     | 0      | 6                | 0                | 1                | 3                     | 1                     | 0                     | 12    | 1     | 1      |
| C. A. River Plate Argentina          | 1.ª           | 2025          | 1     | 0     | 0      | 0                | 0                | 0                | 1                     | 0                     | 0                     | 2     | 0     | 0      |
| C. A. River Plate Argentina          | Total club    | Total club    | 4     | 0     | 0      | 8                | 0                | 1                | 4                     | 1                     | 0                     | 16    | 1     | 1      |
| C. Estudiantes de La Plata Argentina | 1.ª           | 2024          | 9     | 1     | 0      | 1                | 1                | 0                | —                     | —                     | —                     | 10    | 2     | 0      |
| C. Estudiantes de La Plata Argentina | 1.ª           | 2025          | 14    | 0     | 0      | 1                | 0                | 0                | 2                     | 0                     | 0                     | 17    | 0     | 0      |
| C. Estudiantes de La Plata Argentina | Total club    | Total club    | 23    | 1     | 0      | 2                | 1                | 0                | 2                     | 0                     | 0                     | 27    | 2     | 0      |
| Total carrera                        | Total carrera | Total carrera | 43    | 1     | 0      | 14               | 1                | 2                | 7                     | 1                     | 0                     | 64    | 3     | 2      |
| 1. 2.                                |               |               |       |       |        |                  |                  |                  |                       |                       |                       |       |       |        |

### Selección
Actualizado al último partido disputado el 2 de febrero de 2024.
| Selección          | Temporada         | Continental | Continental | Continental | Mundial | Mundial | Mundial | Amistosos | Amistosos | Amistosos | Total | Total | Total  |
| Selección          | Temporada         | Part.       | Goles       | Asist.      | Part.   | Goles   | Asist.  | Part.     | Goles     | Asist.    | Part. | Goles | Asist. |
| ------------------ | ----------------- | ----------- | ----------- | ----------- | ------- | ------- | ------- | --------- | --------- | --------- | ----- | ----- | ------ |
| Sub-20 · Uruguay   | 2022              | -           | -           | -           | —       | —       | —       | 7         | 0         | 0         | 7     | 0     | 0      |
| Sub-20 · Uruguay   | 2023              | 9           | 0           | 0           | 7       | 0       | 0       | 2         | 0         | 0         | 18    | 0     | 0      |
| Sub-20 · Uruguay   | Total sel.        | 9           | 0           | 0           | 7       | 0       | 0       | 9         | 0         | 0         | 25    | 0     | 0      |
| Sub-23 · Uruguay   | 2024              | 3           | 0           | 0           | -       | -       | -       | 1         | 0         | 0         | 4     | 0     | 0      |
| Sub-23 · Uruguay   | Total sel.        | 3           | 0           | 0           | 0       | 0       | 0       | 1         | 0         | 0         | 4     | 0     | 0      |
| Absoluta · Uruguay | 2023              | -           | -           | -           | -       | -       | -       | 0         | 0         | 0         | 0     | 0     | 0      |
| Absoluta · Uruguay | Total sel.        | 0           | 0           | 0           | 0       | 0       | 0       | 0         | 0         | 0         | 0     | 0     | 0      |
| Total selecciones  | Total selecciones | 12          | 0           | 0           | 7       | 0       | 0       | 10        | 0         | 0         | 29    | 0     | 0      |
| 1. 2.              |                   |             |             |             |         |         |         |           |           |           |       |       |        |

## Palmarés

### Títulos nacionales
| Título              | Club                    | País      | Año  |
| ------------------- | ----------------------- | --------- | ---- |
| Copa Uruguay        | Defensor Sporting       | Uruguay   | 2022 |
| Trofeo de Campeones | River Plate             | Argentina | 2023 |
| Supercopa Argentina | River Plate             | Argentina | 2023 |
| Trofeo de Campeones | Estudiantes de La Plata | Argentina | 2024 |

### Títulos internacionales
| Título              | Equipo               | País      | Año  |
| ------------------- | -------------------- | --------- | ---- |
| Copa Mundial Sub-20 | Selección de Uruguay | Argentina | 2023 |

### Distinciones individuales
| Distinción                                 | Año  |
| ------------------------------------------ | ---- |
| Premios AUF - Equipo ideal del mes (marzo) | 2023 |
| Premios AUF - Equipo ideal del mes (julio) | 2023 |